# Мартынов, Анатолий Иванович (терапевт)
Анато́лий Ива́нович Марты́нов (22 октября 1937, Москва, СССР — 20 мая 2024) — советский и российский врач-терапевт, физиолог, академик РАМН (1995), вице-президент РАМН (1995—2001), академик РАН (2013), заслуженный врач РСФСР (1988), заслуженный деятель науки Российской Федерации (1997).

## Биография
Родился 22 октября 1937 года в Москве.
В 1964 году окончил 2-й Московский медицинский институт, затем работал ассистентом на кафедре госпитальной терапии лечебного факультета. В 1970 году защитил кандидатскую диссертацию «Состояние мозгового кровообращения и биоэлектрической активности головного мозга при ишемической болезни сердца с приступами стенокардии».
С 1971 по 1980 год работал на кафедре госпитальной терапии Московского медицинского стоматологического института.
С 1980 по 2006 год — заведующий отделением кардиологии Объединённой спецбольницы с поликлиникой Четвёртого Главного управления при Минздраве СССР, главврач Центральной клинической больницы, начальник Медцентра Управления делами Президента РФ.
19 февраля 1994 года избран членом-корреспондентом РАМН, 7 апреля 1995 года избран академиком РАМН. С 1995 по 2001 год — вице-президент РАМН.
С 2002 года — заведующий кафедрой госпитальной терапии № 1 лечебного факультета Российского университета медицины Министерства здравоохранения Российской Федерации, позднее — профессор Университета.
С 2006 года — заместитель генерального директора по науке и новым технологиям Медцентра Управления делами мэра и правительства г. Москвы. В 2013—2014 годах — генеральный директор этой организации.
В 2013 году стал академиком РАН (в рамках присоединения к РАН).
Умер 20 мая 2024 года в возрасте 86 лет. Похоронен в Москве на Троекуровском кладбище, участок 35.

## Научная деятельность
Специалист в области клинической физиологии и фундаментальной медицины, врач высшей категории по специальностям терапия и кардиология.
Вёл научные исследования в областях: дисплазия соединительной ткани, артериальная гипертензия, геронтологические аспекты внутренних болезней, а также изучение безболевой ишемии миокарда, нарушения сна при артериальной гипертонии, метаболических эффектов гипотензивной терапии, диастолической функции сердца.
Предложил систему первичной, вторичной профилактики и лечения сердечно-сосудистых заболеваний, участвовал в разработке комплекса мероприятий по наблюдению пациентов после операций на сердце (аорто-коронарного шунтирования, баллонной ангиопластики, протезирования клапанов), лечению и реабилитации больных после перенесенного инфаркта миокарда, а также пациентов со сложными нарушениями ритма и проводимости.
Автор 367 публикаций и 18 монографий, руководств, книг, учебников, справочников, методических рекомендаций и учебных пособий. Автор двухтомника «Внутренние болезни», признанного лучшим учебником по терапии для медицинских вузов.
Под его руководством защищено 7 докторских и 26 кандидатских диссертаций.
В 2020 году в результате редакционного расследования редакционным советом журнала была отозвана (то есть аннулирована) публикация Первичко Е. И. (Мартынов А. И. — второй соавтор) «Correlation of Parameters of Endogenous Opioid System with Personality Traits and Anxiety Level in Patients with Mitral Valve Prolapse», вышедшая в 2016 году в журнале «International Journal of Psychophysiology»: Official Journal of the International Organization of Psychophysiology", в связи с подозрением в неправомерном заимствовании.
По данным вольного сетевого сообщества «Диссернет», являлся фигурантом диссертаций, которые содержат масштабные заимствования, не оформленные как цитаты

### Научно-организационная деятельность
- главный редактор журнала «Медицина критических состояний»;
- член редколлегий журналов «Рациональная фармакотерапия в кардиологии», «Кардиоваскулярная терапия и профилактика»[20], «Артериальная гипертензия»[21], «Старшее поколение», член редсоветов журналов «Успехи геронтологии»[22], «Доктор.Ру».
- эксперт Совета при Президенте РФ по науке и высоким технологиям;
- член президиума Всероссийского научного общества кардиологов[23];
- член Международной академии информационных процессов и технологий, сопредседатель Евразийской ассоциации кардиологов;
- президент Российского научного медицинского общества терапевтов (РНМОТ)[24];
- член президиума Евразийской ассоциации терапевтов[25];
- член Президиума Московского городского научного общесвта терапевтов[26].

## Награды
- Орден Пирогова (11 февраля 2023 года) — за заслуги в научно-педагогической деятельности, подготовке квалифицированных специалистов и многолетнюю добросовестную работу[27]
- Золотая медаль имени С. П. Боткина (2022) — за совокупность работ по фундаментальной, клинической и популяционной терапии
- Медаль ордена «За заслуги перед Отечеством» II степени
- Премия Совета Министров СССР
- Заслуженный деятель науки Российской Федерации (31 декабря 1997 года) — за заслуги в научной деятельности[28]
- Заслуженный врач РСФСР
- Наградной знак ЦК ВЛКСМ «За освоение новых земель»
- Орден святого благоверного князя Даниила Московского III степени
- Лауреат Премии МГНОТ им. профессора Д. Д. Плетнева за 2017 г.[29].